# 青木茂 (美術評論家)
青木 茂（あおき しげる、1932年(昭和7年)8月30日 - 2021年（令和3年）11月15日 ）は、日本の美術史家。

## 人物
岐阜県生まれ。早稲田大学政治経済学部卒業。東京芸術大学図書館・芸術資料館勤務、神奈川県立近代美術館学芸員、跡見学園女子大学教授、町田市立国際版画美術館館長、文星芸術大学教授。明治美術学会会長。
高橋由一を主として近代美術を研究。1986年には『明治洋画史料　記録篇』で芸術選奨受賞。

## エピソード
- 愛煙家として知られており、半世紀以上にわたり古書収集に没頭し自らを書痴と断言する。その膨大な史料は、現在神奈川県立近代美術館葉山館に青木文庫として収蔵されている。
- 長年収集した中国民画・木版画の数千枚は、那須野が原博物館に収蔵されている。
- 山口昌男によれば、長年神田の古書店で遭遇し、書痴・資料収集のライバルであった。山口は「金曜日に古書会館へ行くと、青木さんの声がする。あの声を聞くとホッとすると同時に、声が聞こえる本棚に掘出し物があると分かる」と語っていた。
- 酒井忠康によれば、神奈川県立近代美術館で1971年に『高橋由一とその時代展』を開催するため、青木は活字おこしされていないあらゆる基礎文献を美術館に行く通勤片道二時間の電車の中ですべて読み込んだ。それが明治初期洋画の基礎台帳となり、芸術選奨を受賞するきっかけとなった。
- 無名時代の北澤憲昭の才能を見出し、跡見学園女子大学へ推薦している。
- 町田市立国際版画美術館の館長当時、22歳の若さで亡くなった銅版画家・菊池伶司の作品を受け取り、90年代には同美術館で展覧会が行われ、大きな反響を呼んだ。
- 近代美術研究者の中には、貴重な史料が豊富な青木の書庫に布団を持ち込み、寝泊まりをして研究を進めた者も多い。丹尾安典・河田明久著『岩波近代日本の美術 1 イメージのなかの戦争 日清・日露から冷戦まで』（岩波書店、1996）では、次のような文章がある。「戦争美術を最も数多く収蔵している東京国立近代美術館が、その全リストをカタログで公にしたのは1970年（アメリカの無期寄与）から22年もたってからで、それまでは『戦争記録画報告書』が全体の相貌をうかがう唯一の書であったが（一般に公開されず）、……ある一人の資料通の美術史家のもとで閲覧できるものばかり」。この美術史家が青木である。
- 近代美術研究以外に、ライフワークとして柳田国男の研究とその資料を収集しており、谷川健一が高く評価している。
- 1994年、父の遺品だとして日本を代表する洋画家・佐伯祐三のサインが入った大量の未公開作品の存在が明らかとなり、その真贋を巡って一大論争を巻き起こした。福井県武生市ではこれらの作品を土台に美術館建設計画が持ち上がったものの、画商達の鑑定機関（東京美術倶楽部）は贋作と結論付けた。その鑑定人が青木である。青木は、作品の芸術性、絵具の科学分析の両面から贋作であると断定している。この真贋問題は、ギャラリーフェイクの原案として使用されている。そのほかにも、青木をモデルにした小説などがあるという。

## 著書
- 『油絵初学』筑摩書房、1987
- 『美術の図書旧刊案内 木茂先生(快)談義』三好企画、1995
- 『岩波近代日本の美術 8 自然をうつす 東の山水画・西の風景画・水彩画』岩波書店、1996
- 『書痴、戦時下の美術書を読む』平凡社、2006

### 編纂
- 『日本の名画 2 /高橋由一』中央公論社、1976
- 『カンヴァス日本の名画 2 /高橋由一』芳賀徹共著、中央公論社、1979
- 『高橋由一油画史料』編、中央公論美術出版、1984
- 『明治洋画史料 懐想篇』編、中央公論美術出版、1985
- 『明治洋画史料 記録篇』編、中央公論美術出版、1986
- 『明治日本画史料』編、中央公論美術出版、1991
- 『山本芳翠の世界展図録』古川秀昭共編 朝日新聞名古屋本社文化企画局名古屋企画部、1993
- 『日本の近代美術、12 近代の版画』責任編集 大月書店、1994
- 『松岡壽研究』歌田眞介共編 中央公論美術出版、2002

### 監修
- 『近代日本版画の諸相』監修 町田市立国際版画美術館編輯、中央公論美術出版、1998
- 『近代日本アート・カタログ・コレクション』全89巻 監修 東京文化財研究所編纂、ゆまに書房、2001-08
- 『世界版画史 カラー版』監修、美術出版社、2001

## 参考
- セブンネットショッピング